# The Awakening (court métrage, 1990)
Pour les articles homonymes, voir Awakening.
Pour plus de détails, voir Fiche technique et Distribution.
The Awakening est un film américain réalisé par Nacho Cerdà et Ethan Jacobson, sorti en 1990.

## Fiche technique
- Titre français : The Awakening
- Réalisation : Nacho Cerdà et Ethan Jacobson
- Scénario : Nacho Cerdà et Ethan Jacobson
- Pays d'origine : États-Unis
- Format : Noir et blanc - 35 mm
- Genre : court métrage, fantastique
- Durée : 8 minutes
- Date de sortie : 1990

## Distribution
- Alex Alvarez : étudiant
- Elliot Blankenship : étudiant
- Nacho Cerdà : le professeur
- Liana David : ange
- Kerry Gregg : mère
- Asa Grundstrom : étudiant
- Ethan Jacobson : étudiant
- Francisco Stohr : père / étudiant
- Amanda Wallace : étudiant